# Liste der Kulturdenkmale im Kreis Ostholstein
In der Liste der Kulturdenkmale im Kreis Ostholstein sind die Kulturdenkmale im schleswig-holsteinischen Kreis Ostholstein aufgelistet. 
Grundlage der Einzellisten sind die in den jeweiligen Listen angegebenen Quellen. Die Angaben in den einzelnen Listen ersetzen nicht die rechtsverbindliche Auskunft der zuständigen Denkmalschutzbehörde. Die erforderlichen Denkmaleigenschaften werden im Denkmalschutzgesetz von Schleswig-Holstein festgeschrieben.
Die Bodendenkmale sind in der Liste der Bodendenkmale im Kreis Ostholstein erfasst.

## Aufteilung
Wegen der großen Anzahl von Kulturdenkmalen im Kreis Ostholstein ist diese Liste in Teillisten aufgeteilt und alphabetisch sortiert nach den Städten und Gemeinden des Kreises.
| Gemeinde/ Stadt           | Kulturdenkmalliste                                    | Wappen | Lage | Bild eines Kulturdenkmals |
| ------------------------- | ----------------------------------------------------- | ------ | ---- | ------------------------- |
| Ahrensbök                 | Liste der Kulturdenkmale in Ahrensbök                 |        |      |                           |
| Altenkrempe               | Liste der Kulturdenkmale in Altenkrempe               |        |      |                           |
| Bad Schwartau             | Liste der Kulturdenkmale in Bad Schwartau             |        |      |                           |
| Bosau                     | Liste der Kulturdenkmale in Bosau                     |        |      |                           |
| Dahme (Holstein)          | Liste der Kulturdenkmale in Dahme (Holstein)          |        |      |                           |
| Damlos                    | Liste der Kulturdenkmale in Damlos                    |        |      |                           |
| Eutin                     | Liste der Kulturdenkmale in Eutin                     |        |      |                           |
| Fehmarn                   | Liste der Kulturdenkmale auf Fehmarn                  |        |      |                           |
| Göhl (Holstein)           | Liste der Kulturdenkmale in Göhl (Holstein)           |        |      |                           |
| Gremersdorf               | Liste der Kulturdenkmale in Gremersdorf               |        |      |                           |
| Grömitz                   | Liste der Kulturdenkmale in Grömitz                   |        |      |                           |
| Großenbrode               | Liste der Kulturdenkmale in Großenbrode               |        |      |                           |
| Grube (Holstein)          | Liste der Kulturdenkmale in Grube (Holstein)          |        |      |                           |
| Harmsdorf (Ostholstein)   | Liste der Kulturdenkmale in Harmsdorf (Ostholstein)   |        |      |                           |
| Heiligenhafen             | Liste der Kulturdenkmale in Heiligenhafen             |        |      |                           |
| Heringsdorf (Ostholstein) | Liste der Kulturdenkmale in Heringsdorf (Ostholstein) |        |      |                           |
| Kabelhorst                | Liste der Kulturdenkmale in Kabelhorst                |        |      |                           |
| Kasseedorf                | Liste der Kulturdenkmale in Kasseedorf                |        |      |                           |
| Kellenhusen               | Liste der Kulturdenkmale in Kellenhusen               |        |      |                           |
| Lensahn                   | Liste der Kulturdenkmale in Lensahn                   |        |      |                           |
| Malente                   | Liste der Kulturdenkmale in Malente                   |        |      |                           |
| Manhagen                  | Liste der Kulturdenkmale in Manhagen                  |        |      |                           |
| Neukirchen (Ostholstein)  | Liste der Kulturdenkmale in Neukirchen (Ostholstein)  |        |      |                           |
| Neustadt in Holstein      | Liste der Kulturdenkmale in Neustadt in Holstein      |        |      |                           |
| Oldenburg in Holstein     | Liste der Kulturdenkmale in Oldenburg in Holstein     |        |      |                           |
| Ratekau                   | Liste der Kulturdenkmale in Ratekau                   |        |      |                           |
| Riepsdorf                 | Liste der Kulturdenkmale in Riepsdorf                 |        |      |                           |
| Scharbeutz                | Liste der Kulturdenkmale in Scharbeutz                |        |      |                           |
| Schashagen                | Liste der Kulturdenkmale in Schashagen                |        |      |                           |
| Schönwalde am Bungsberg   | Liste der Kulturdenkmale in Schönwalde am Bungsberg   |        |      |                           |
| Sierksdorf                | Liste der Kulturdenkmale in Sierksdorf                |        |      |                           |
| Stockelsdorf              | Liste der Kulturdenkmale in Stockelsdorf              |        |      |                           |
| Süsel                     | Liste der Kulturdenkmale in Süsel                     |        |      |                           |
| Timmendorfer Strand       | Liste der Kulturdenkmale in Timmendorfer Strand       |        |      |                           |
| Wangels                   | Liste der Kulturdenkmale in Wangels                   |        |      |                           |